# Balm in Gilead
Balm in Gilead è l'undicesimo album in studio della cantante statunitense Rickie Lee Jones, pubblicato nel 2009.

## Tracce
Testi e musiche di Rickie Lee Jones eccetto dove indicato.
1. Wild Girl – 4:46
2. Old Enough – 4:21 (Rickie Lee Jones, David Kalish)
3. Remember Me – 2:44
4. The Moon Is Made of Gold – 3:00 (Richard Loris Jones)
5. His Jewelled Floor – 6:32
6. Eucalyptus Trail – 3:58
7. The Blue Ghazel – 4:51
8. The Gospel of Carlos, Norman and Smith – 4:19 (Jones, Kalish)
9. Bonfires – 4:15
10. Bayless St. – 4:05 (Jones, Kalish)